# La Ville n°2
La Ville n°2 est un tableau réalisé par Robert Delaunay en 1910. Cette huile sur toile exécutée dans un style proche du cubisme représente Paris et la tour Eiffel vue depuis l'arc de triomphe de l'Étoile. Exposée au Salon des indépendants de 1911, elle est aujourd'hui conservée au musée national d'Art moderne, à Paris.

## Expositions
- Salon des indépendants de 1911, Paris, 1911.
- Le Cubisme, Centre national d'art et de culture Georges-Pompidou, Paris, 2018-2019.